# Manden der fik lov at gå
Manden der fik lov at gå är en dansk-färöisk film från 1995.

## Internationella titlar
- danska: Manden der fik lov at gå
- engelska: The man who was allowed to leave
- färöiska: Maðurin ið slapp at fara

## Rollista
- Anneli Aeristos
- Nora Bærentsen
- Sverri Egholm
- Hilmar Johnsen
- Adelborg Linklett
- Eyð Matras
- Kari D. Petersen